# Lonja (Sziszek)
Lonja falu Horvátországban, Sziszek-Monoszló megyében. Közigazgatásilag Sziszekhez tartozik.

## Fekvése
Sziszek városától légvonalban 30, közúton 42 km-re délkeletre, a Lónyamező középső részén, a Száva bal partján, a Lónya torkolatának közelében fekszik.

## Története
A történeti források szerint az ustilonjai birtok már a 14. században is létezett. Praediumként illetve faluként a 15. és 16. század fordulóján említik először. A török megszállás előtt a Töttös, majd 1526-tól a horvát Ugrinić családé volt. A török elleni védelem megerősítésére a Keglevich család, melynek birtokai a Száva túlsó partján voltak 1538-ban gerendavárat építtetett ide, melyet Sziszek elővárának szántak. 1552-ben a várral együtt elpusztította a török. A lakosság az ország biztonságosabb területeire menekült.
A török veszély csökkenésével 17. század végén, vagy a 18. század elején telepítették be újra horvát lakossággal. 1773-ban az első katonai felmérés térképén „Dorf Loynia” néven szerepel. A falunak 1857-ben 573, 1910-ben 725 lakosa volt.
A 20. század első éveiben a kilátástalan gazdasági helyzet miatt sokan vándoroltak ki a tengerentúlra. 1918-ban az új szerb-horvát-szlovén állam, majd később Jugoszlávia része lett. A II. világháború idején a Független Horvát Állam része volt. A háború után a béke időszaka köszöntött a településre. Enyhült a szegénység és sok ember talált munkát a közeli városokban. A falu 1991. június 25-én a független Horvátország része lett. 2011-ben 111 lakosa volt.

## Népesség
| Lakosság változása | Lakosság változása | Lakosság változása | Lakosság változása | Lakosság változása | Lakosság változása | Lakosság változása | Lakosság változása | Lakosság változása | Lakosság változása | Lakosság változása | Lakosság változása | Lakosság változása | Lakosság változása | Lakosság változása | Lakosság változása |
| ------------------ | ------------------ | ------------------ | ------------------ | ------------------ | ------------------ | ------------------ | ------------------ | ------------------ | ------------------ | ------------------ | ------------------ | ------------------ | ------------------ | ------------------ | ------------------ |
| 1857               | 1869               | 1880               | 1890               | 1900               | 1910               | 1921               | 1931               | 1948               | 1953               | 1961               | 1971               | 1981               | 1991               | 2001               | 2011               |
| 573                | 600                | 614                | 698                | 727                | 725                | 720                | 643                | 506                | 553                | 512                | 432                | 302                | 183                | 174                | 111                |

## Nevezetességei
- A Szentlélek tiszteletére szentelt római katolikus plébániatemploma.
- Ustilonja 16. századi gerendavárának maradványai.
- Régi iskola és a malom épülete.
- Hagyományos népi építésű lakóépület a 29. szám alatt álló kétszintes ház,[4] mely fából készült, hosszúkás alaprajzzal. A bejárat előtti zárt előtér nyeregtetős borítású. A homlokzatok és az egyéb ácsolatok az eredeti méretekkel és kialakítással rendelkeznek. A homlokzat részleteit faragványok gazdagon díszítik. A házat nyeregtető és hódfarkú cserép borítja. A földszint és az első emelet közötti kommunikáció az épületen belül fa lépcsőn keresztül lehetséges. A ház a 19. század második felében épült, és a mai napig megőrizte minden eredeti jellegzetességét, a hagyományos bútorokat, a népviseleteket, valamint a tulajdonos életéhez és üzletéhez kapcsolódó különféle eszközöket és tárgyakat.
- A település határában található a Lónyamező Natúrpark központi része. A Lónyamező az ország legnagyobb mocsaras területe, mely természetvédelmi védettséget élvez. A natúrpark a Száva folyó északi oldalán található vizenyős, hordalékos 50.650 hektárnyi területen, Sziszek és Stara Gradiška között húzódik. Rendkívül gazdag állat- és növényvilággal rendelkezik. A natúrparkot 1998-ban alapították, központja Jasenovacon van.